# Oak Creek (Verde River)
Der Oak Creek ist ein Fluss in Arizona, Vereinigte Staaten. Er ist ein Nebenfluss des Verde River und zählt somit zum Einzugsgebiet des Colorado River. Seine Quelle liegt auf etwa 2.000 m Meereshöhe unweit südlich von Flagstaff auf dem Coconino Plateau, einem Teilbereich des Colorado Plateaus. Auf seinem Weg bis zur Mündung in den Verde River bei Cornville (1.050 m) hat er sich in die Schichten der Basaltdecke des Plateaus und den darunter gelagerten Coconino Sandstein und Supai Sandstein canyonartig eingetieft. Aufgrund des starken Gefälles weist er längere Wildwasserstrecken auf. Im Geröll findet sich viel vulkanisches Material aus dem Coconino Basalt. Die Auwälder werden von Arizona-Platanen (Platanus wrightii) gebildet. An den Talhängen stehen Arizona-Zypressen (Cupressus arizonica).
Direkt am Oak Creek liegt die Stadt Sedona. Der Oak Creek Canyon im Oberlauf des Flusses oberhalb der Stadt zählt zu den touristischen Attraktionen im Coconino County. Das Tal ist durch mehrere Wanderwege und Campingplätze erschlossen. In einem Abschnitt innerhalb des Slide Rock State Park ist das Flussbett im Gestein in einer Form ausgewaschen, die als natürliche Wasserrutsche benutzt werden kann. Der Unterlauf des Flusses liegt bereits im Yavapai County. Die Hügelketten entlang dem Fluss sind großteils in Bundesbesitz und als Teil des Coconino National Forest ausgewiesen, einem Nationalforst unter der Verwaltung des U.S. Forest Service.

## Sehenswürdigkeiten
Im Canyon des Oak Creek sind der Slide Rock State Park und die Chapel of the Holy Cross bedeutende Touristenattraktionen. Im Jahr 2018 schätzten Mitarbeiter der Kapelle die jährliche Anzahl der Besucher auf etwa drei Millionen Menschen.